# Карло Гамбіно
Карло «Дон Карло» Гамбіно (англ. Carlo «Don Carlo» Gambino); 24 серпня 1902 — 15 жовтня 1976) — американський мафіозі сицилійського походження, що став босом однієї з «П'яти сімей» італо-американської мафії Нью-Йорка, названої на його честь «Сім'я Гамбіно». Після конференції босів мафії в Апалачіне 14 листопада 1957 року захопив контроль над т.зв. Комісією Коза Ностра в США. Гамбіно був відомий своєю стриманістю і скритністю. Провівши 22 місяці у в'язниці (1938-1939), Гамбіно зумів надалі уникати покарання за свою протизаконну діяльність і помер у власному ліжку від серцевого нападу у віці 74 років.